# Columbia (Tennessee)
Columbia is een plaats (city) in de Amerikaanse staat Tennessee, en valt bestuurlijk gezien onder Maury County.

## Demografie
Bij de volkstelling in 2000 werd het aantal inwoners vastgesteld op 33.055.
In 2006 is het aantal inwoners door het United States Census Bureau geschat op 33.811, een stijging van 756 (2,3%).

## Geografie
Volgens het United States Census Bureau beslaat de plaats een oppervlakte van
76,7 km², geheel bestaande uit land. Columbia ligt op ongeveer 202 m boven zeeniveau.

## Plaatsen in de nabije omgeving
De onderstaande figuur toont nabijgelegen plaatsen in een straal van 32 km rond Columbia.